# Leonard Piontek
Leonard Franz Piontek, in polacco Leonard Franciszek Piątek (Królewska Huta, 3 ottobre 1913 – Chorzów, 1º luglio 1967), è stato un calciatore polacco con cittadinanza tedesca, di ruolo attaccante.

## Biografia
Leonard Franz Piontek nacque nel 1913 in Slesia, allora parte dell'Impero tedesco. Al termine della prima guerra mondiale assunse la cittadinanza polacca (Seconda Repubblica di Polonia). Tuttavia, dopo l'invasione tedesca del 1939 firmò per la Deutsche Volksliste in modo da poter continuare la carriera calcistica nel campionato tedesco. Al termine della seconda guerra mondiale, adeguò il nome alla grafia polacca, modificandolo in "Leonard Franciszek Piątek". Anche il figlio Sepp è stato un calciatore professionista, bandiera del Werder Brema e allenatore per oltre un decennio della Nazionale di calcio della Danimarca.

## Carriera
Nell'ultima fase della seconda guerra mondiale Piontek giocò nel Wien, club viennese impegnato nella Gauliga XVII 1944-1945. Il torneo venne interrotto a marzo poiché le truppe sovietiche erano ormai in prossimità di Vienna.